# Bohumil Steigenhöfer
Bohumil Steigenhöfer , češki hokejist, * 1. marec 1905, Zbraslav, Avstro-Ogrska, † 6. junij 1989, Pískov, Češkoslovaška.
Steigenhöfer je v za češkoslovaško reprezentanco natopil na enih olimpijskih igrah in več evropskih prvenstvih, kjer je bil dobitnik po ene zlate in srebrne medalje.